# Comarostaphylis spinulosa
 (mai 2025).
Comarostaphylis spinulosa est une espèce de plantes à fleurs de la famille des éricacées. Cette espèce a été décrite scientifiquement pour la première fois en 1986.

## Histoire
Cette espèce a été décrite scientifiquement pour la première fois en 1986 dans Brittonia (en).

## Description

### Distribution
Cette espèce de plantes se retrouve naturellement au Mexique, car nécessitant un climat subtropical pour grandir.